# Podestà
El podestà [podeˈsta] era el primer magistrado de las ciudades del centro y norte de Italia.

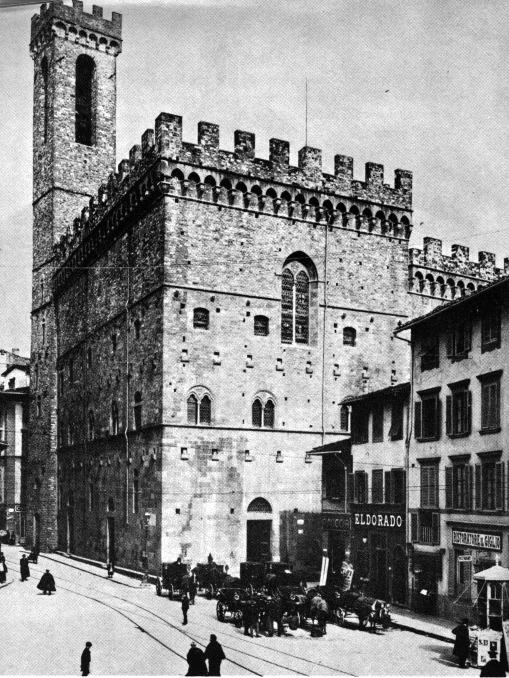
El palacio del Podestà de Florencia, hoy museo Bargello.

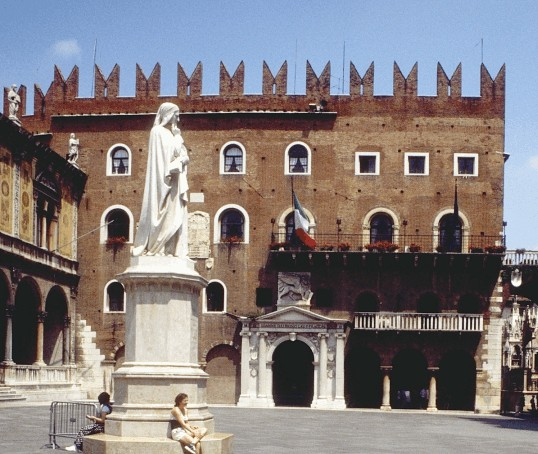
El Palacio del Podestà de Verona.

## Época medieval

### Periodo comunal
El podestà reemplaza el consejo de los cónsules que gobernaba los municipios medievales a partir de finales del siglo XII. Este cargo, contrariamente al de cónsul, tenía que ser ejercido por una persona que no perteneciera a la ciudad que tenía que gobernar, para así evitar su implicación personal en las controversias y garantizar así la imparcialidad en la aplicación de las leyes. Por ello, también se le denominaba podestà extranjero. El podestà era elegido por la principal asamblea del municipio y su cargo duraba de 6 meses a un año.
En la práctica, el podestà ejercitaba los poderes ejecutivos, administrativos, judiciales y de policía, siendo de hecho el instrumento más importante de la aplicación de las leyes. Con los años, el cargo se convirtió en un verdadero oficio ejercido por profesionales que cambiaban a menudo de puesto de trabajo y recibían un salario regular. Este continuo cambio de personal y de experiencia contribuyó a que las leyes y sus aplicaciones se hicieran homogéneas incluso entre ciudades muy distantes, pero donde los mismos postestàes habían gobernado.
El testimonio histórico del cargo es frecuente a partir del siglo XII. Aparece en Padua en 1175, en Bonifacio y en Pisa en el año 1190; después su uso se generaliza: se tienen rastros en Florencia, Módena, e incluso Arlés entre 1220 y 1250; también, en Aviñón y en Marsella.
Sin embargo, la figura del podestà no se limitaba solo las grandes ciudades: por ejemplo en Voltri, una población de la periferia de Génova, había un potestà.

### Periodo de los señores
Durante el periodo de los señores, el podestà pierde la mayor parte de las prerrogativas políticas, y un alto magistrado se encarga de administrar la justicia y de mantener el orden público. El podestà pasa a depender directamente del señor de la ciudad y del príncipe del estado al cual la ciudad pertenece. Esta evolución del papel del podestà acentúa todavía más el aspecto profesional de la carga; se desplaza de ciudad en ciudad con toda "la familia", término que indica el equipo del podestà y que se compone del vicario, de los jueces de lo penal y de lo civil, de los agentes del mantenimiento del orden, de los servidores... El podestà es designado por el señor o por el príncipe y solo después de la elección es sometido de manera formal al Consejo Urbano. La duración del cargo es variable de una ciudad a otra, y oscila entre los seis meses a los dos años y en ocasiones es renovable por un segundo mandato.

## Bajo el régimen fascista italiano
Bajo el régimen fascista (ley de 4 de febrero de 1926, n.° 237), los órganos democráticos de los municipios son suspendidos y todas las funciones ocupadas por el alcalde, las comisiones y el concejo municipal son transferidas a un podestà designado por decreto real para cinco años y revocable en cualquier momento. En los municipios de más de 5000 habitantes, el podestà es ayudado por dos vicepodestæs designados del mismo modo y, dependiendo de si la población es inferior o superior a 100 000 habitantes, el podestà también es apoyado por una asamblea municipal, que tiene una función de consulta y que está compuesta como mínimo por seis concejales designados por el prefecto.
Para Roma se preveía una organización especial, donde la administración era asegurada por un gobernador.
- Datos: Q694019